# Culture islamique
Ne doit pas être confondu avec la culture arabe.

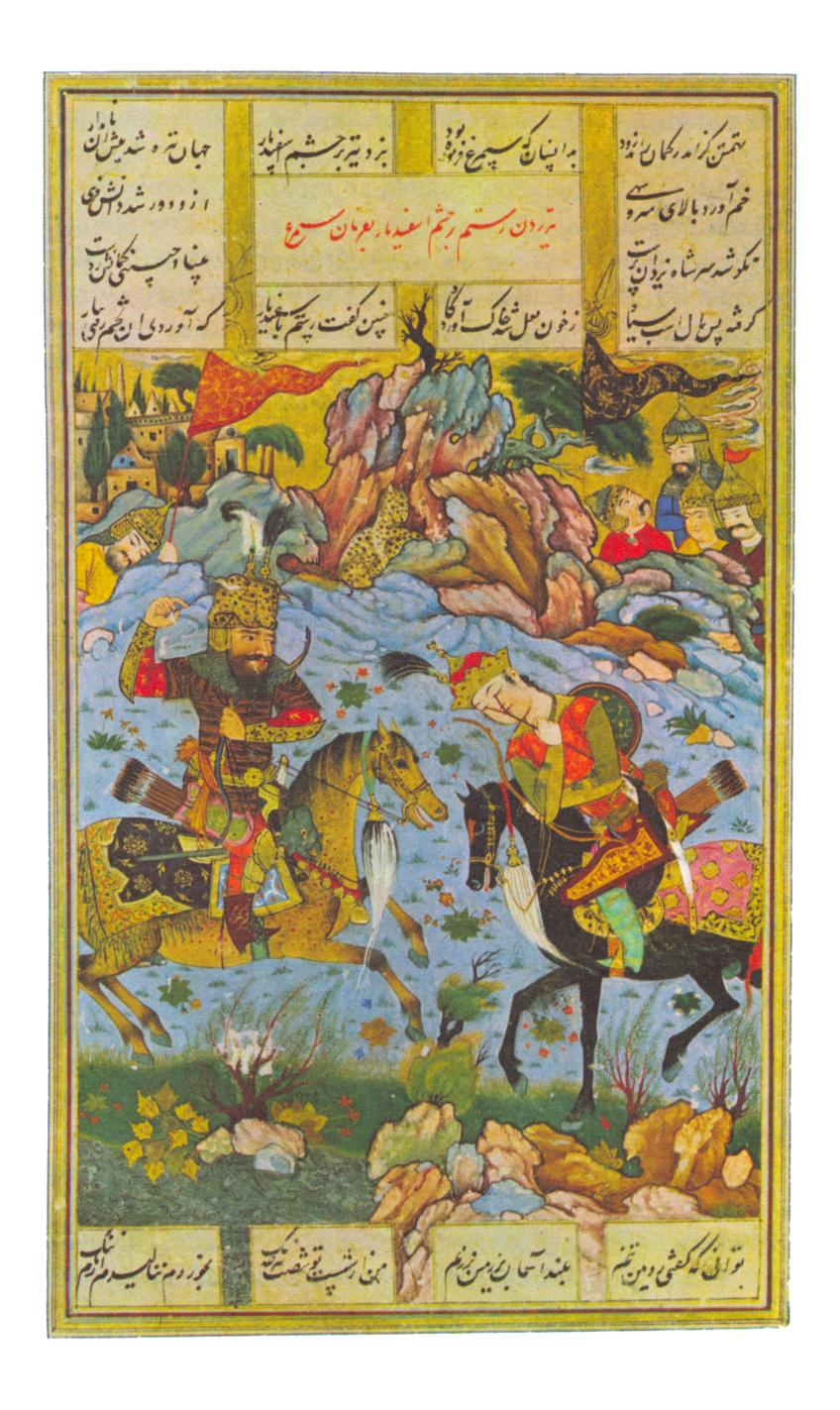
L'épopée perse de Rostam et Esfandiyār est rédigée dans une enluminure. Ces types de récit sont transmis à l'Occident et contribuent au style de la chanson de geste.

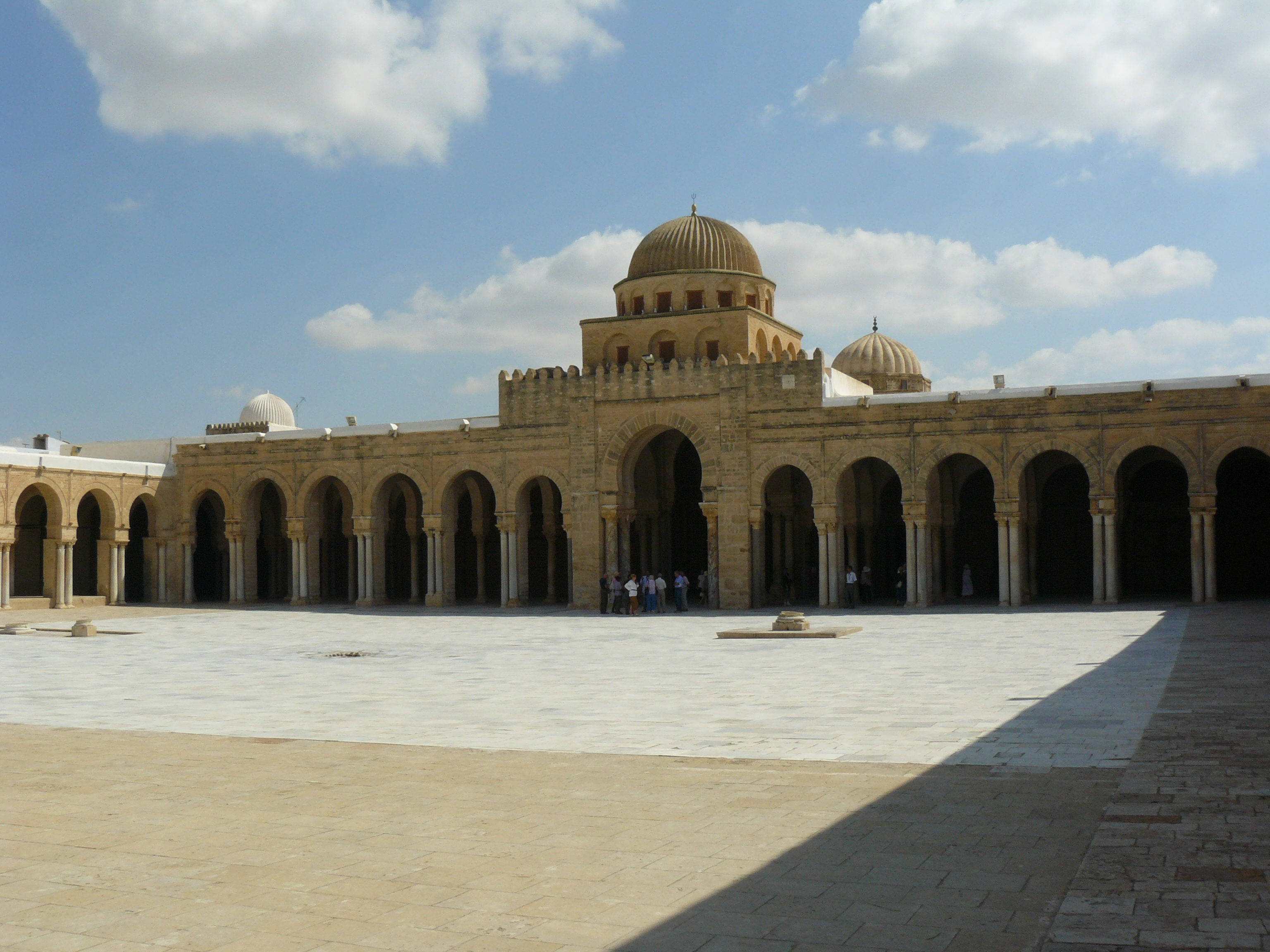
La grande mosquée de Kairouan est l'une des œuvres architecturales majeures de la civilisation arabo-musulmane ; elle a servi de modèle à de nombreuses mosquées de l'Occident musulman. Entre le IXe siècle et le XIe siècle, elle est un centre culturel et intellectuel important principalement axé sur l'étude des sciences religieuses et de la jurisprudence islamique, Kairouan, Tunisie.

La culture islamique est l'expression utilisée par les historiens pour décrire toutes les pratiques culturelles des peuples islamisés dans le passé. On considère que la culture islamique fut à son apogée au moment du Moyen Âge en Occident,.

## Musique
Articles détaillés : Musique arabe et Musique arabo-andalouse

## États-nations modernes
- Culture algérienne
- Culture de l'Arabie saoudite
- Culture de Bahreïn
- Culture égyptienne
- Culture des Émirats arabes unis
- Culture irakienne
- Culture de la Jordanie
- Culture du Maroc
- Culture d'Oman
- Culture palestinienne
- Culture du Qatar
- Culture du Soudan
- Culture de la Syrie
- Culture de la Tunisie
- Culture du Yémen